# هولي كرويشانك
هولي كرويشانك (بالإنجليزية: Holly Cruikshank)‏ هي راقصة أمريكية، ولدت في 18 يونيو 1973 في فاونتن هيلز في الولايات المتحدة.

## وصلات خارجية
- هولي كرويشانك على موقع IMDb (الإنجليزية)
- هولي كرويشانك على موقع قاعدة بيانات برودواي على الإنترنت (الإنجليزية)
- هولي كرويشانك على موقع قاعدة بيانات الفيلم (الإنجليزية)